# Pilzen Challenger 1996
Il Pilzen Challenger 1996 è stato un torneo di tennis facente parte della categoria ATP Challenger Series nell'ambito dell'ATP Challenger Series 1996. Il torneo si è giocato a Plzeň in Repubblica Ceca dal 5 all'11 agosto 1996 su campi in cemento.

## Vincitori

### Singolare
Dominik Hrbatý ha battuto in finale  Sergio Cortés con il punteggio di 6–3, 6–2

### Doppio
Jan Kodeš Jr. /  Petr Luxa hanno battuto in finale  Michal Tabara /  Jiří Vaněk con il punteggio di 6–3, 7–5